# ميليسا هايدن (ممثلة)
ميليسا هايدن (بالإنجليزية: Melissa Hayden)‏;(ولِدت يوم 13 نوفمبر عام 1969 في لوس أنجلوس، كاليفورنيا، الولايات المتحدة الأمريكية), مُمثِلة أمريكية, كَأنت عضوة في فرقة «الشباب الأمريكيون» (بالإنجليزية: The Young Americans)‏ لِفترة طويلة قبل أن تتجه إلى التمثيل, فازت في عام 1994 بِجائزة إيمي عن دور بريدجيت ريردون في مُسلسل «Guiding Light» وَلعبت هذا الدور مِن 21 مايو 1991 إلى 18 يونيو 1997.

## روابط خارجية
- ميليسا هايدن على موقع IMDb (الإنجليزية)
- ميليسا هايدن على موقع قاعدة بيانات الفيلم (الإنجليزية)